# Colchester (Illinois)
Pour les articles homonymes, voir Colchester (homonymie).
Colchester est une petite ville du comté de McDonough, dans l'Illinois, aux États-Unis. Elle est incorporée le 18 juillet 1884. La ville est baptisée en référence à Colchester en Grande-Bretagne.

## Démographie
Lors du recensement de 2010, la ville comptait une population de 1 401 habitants. Elle est estimée, en 2016, à 1 324 habitants.

## Source de la traduction
- (en) Cet article est partiellement ou en totalité issu de l’article de Wikipédia en anglais intitulé « Colchester, Illinois » (voir la liste des auteurs).